# باول باترفيلد
باول باترفيلد (بالإنجليزية: Paul Butterfield)‏ هو مغني أمريكي، ولد في 17 ديسمبر 1942 في شيكاغو في الولايات المتحدة، وتوفي في 4 مايو 1987 في هوليوود في الولايات المتحدة بسبب نوبة قلبية.

## وصلات خارجية
- باول باترفيلد على موقع IMDb (الإنجليزية)
- باول باترفيلد على موقع الموسوعة البريطانية (الإنجليزية)
- باول باترفيلد على موقع ميوزك برينز (الإنجليزية)
- باول باترفيلد على موقع رولينغ ستون (الإنجليزية)
- باول باترفيلد على موقع إن إن دي بي (الإنجليزية)
- باول باترفيلد على موقع أول ميوزيك (الإنجليزية)
- باول باترفيلد على موقع ديسكوغز (الإنجليزية)
- باول باترفيلد على موقع قاعدة بيانات الفيلم (الإنجليزية)